# Еренфрид фон Чирнхаус
Еренфрид фон Чирнхаус (на немски: Ehrenfried Walther von Tschirnhaus) е германски математик, физик, лекар и философ. Чирнхаус е изобретателят на европейския порцелан, изобретение за което дълго се смята, че е открито от Йохан Фридрих Бьотгер.

## Биография
Роден е в Славниковице, Полша и умира в Дрезден, Германия.